# Capote (pel·lícula)
Capote és una pel·lícula de 2005 dirigida per Bennett Miller. Va rebre 5 nominacions als Oscars, i finalment Philip Seymour Hoffman el va rebre en la categoria de millor actor. Ha estat doblada al català.

## Repartiment
- Philip Seymour Hoffman: Truman Capote
- Catherine Keener: Nelle Harper Lee
- Clifton Collins Jr.: Perry Smith
- Chris Cooper: Alvin Dewey
- Bruce Greenwood: Jack Dunphy
- Bob Balaban: William Shawn
- Amy Ryan: Marie Dewey
- Mark Pellegrino: Richard Hickock
- Allie Mickelson: Laura Kinney
- Marshall Bell: Warden Marshall Krutch
- Araby Lockhart: Dorothy Sanderson
- Robert Huculak: periodista del New York
- R.D. Reid: Roy Church
- Rob McLaughlin: Harold Nye
- Harry Nelken: Shèrif Walter Sanderson
- C. Ernst Harth: Lowell Lee Andrews

## Premis i nominacions

### Premis
- 2006: Oscar al millor actor per Philip Seymour Hoffman
- 2006: Globus d'Or al millor actor dramàtic per Philip Seymour Hoffman
- 2006: BAFTA al millor actor per Philip Seymour Hoffman

### Nominacions
- 2006: Oscar a la millor pel·lícula
- 2006: Oscar al millor director per Bennett Miller
- 2006: Oscar a la millor actriu secundària per Catherine Keener
- 2006: Oscar al millor guió adaptat per Dan Futterman
- 2006: BAFTA a la millor pel·lícula
- 2006: BAFTA al millor director per Bennett Miller
- 2006: BAFTA a la millor actriu secundària per Catherine Keener
- 2006: BAFTA al millor guió adaptat per Dan Futterman
- 2006: Os d'Or